# 褐毛柳
褐毛柳是臺灣中高海拔山區特有的杨柳科柳属植物，常見於開闊且日照充足的環境，嫩枝與葉背常有褐色的柔毛，因而得名。模式標本採集自阿里山，故又稱阿里山柳。褐毛柳每年三、四月開花，約莫在春夏之交結果。由於能在相對嚴苛的條件下生長，且根系有利水土保持，可作為山區道路的景觀植栽種植。
許多植物學家認為褐毛柳包含三個變種，除承名變種外，尚有薄葉柳與白毛柳，三者的形態與生長環境都很類似，但也有植物學家認為不應將三者歸為同一物種。為避免歧義，除非特別說明，本條目所稱的褐毛柳皆指承名變種。

## 形態描述
褐毛柳為落葉性的直立灌木或小喬木，樹高可達10公尺，胸高直徑可達20公分以上。枝幹呈淺褐色至深褐色。小枝大多生有褐色的柔毛，但偶爾也會呈現光滑無毛的狀態。葉為單葉，互生，紙質，呈披針形或橢圓狀披針形，長5至13公分，寬1.4至3.3公分，前端銳尖，基部呈圓形或鈍形，經常具有歪基。成熟葉的正面幾乎或完全無毛（葉脈處偶具稀疏的短柔毛），背面灰白色並密生褐色柔毛，幼葉則正反面皆密布褐色柔毛。側脈10至15對，偶有17對者。小脈分枝。葉緣通常為全緣，有時為稀疏的鋸齒緣。托葉極小，葉長僅0.5毫米左右，呈卵狀菱形。
褐毛柳的花為雌雄異株，排列成圓柱狀的柔荑花序，雄花與雌花均為頂生或側生。花序梗甚短，基部常有1至2枚苞片。雄花序修長而具柔毛，長3.5至5公分；雄花有2枚雄蕊，花絲長2.5至4.5毫米，基部有稀疏柔毛；花葯黃色，呈橢圓形，長0.8至1毫米，寬0.6至0.9毫米，包含2個基部不等長的花粉囊；蜜腺1個，呈方形；苞片呈橢圓形或長橢圓形，長1至2毫米，寬0.7至1.2毫米，具有短柔毛，或僅在邊緣處有柔毛。雌花序的花鬆散生長，長2至5公分，結果時可達8公分；雌蕊無毛，呈長卵形至披針形，長1.8至2.8毫米，果期可長至5毫米；柱頭2裂，柄長1至2毫米，帶有柔毛；花柱較柱頭裂片短；蜜腺與苞片形態與雄花相同；子房光滑無毛，具6至10枚胚珠，子房柄的長度與苞片相若。
蒴果褐色，呈線形，長5至6毫米，成熟時自尖端沿縫線開裂。種子呈綠色，長1至2毫米，種皮帶有銀白色的絮毛。

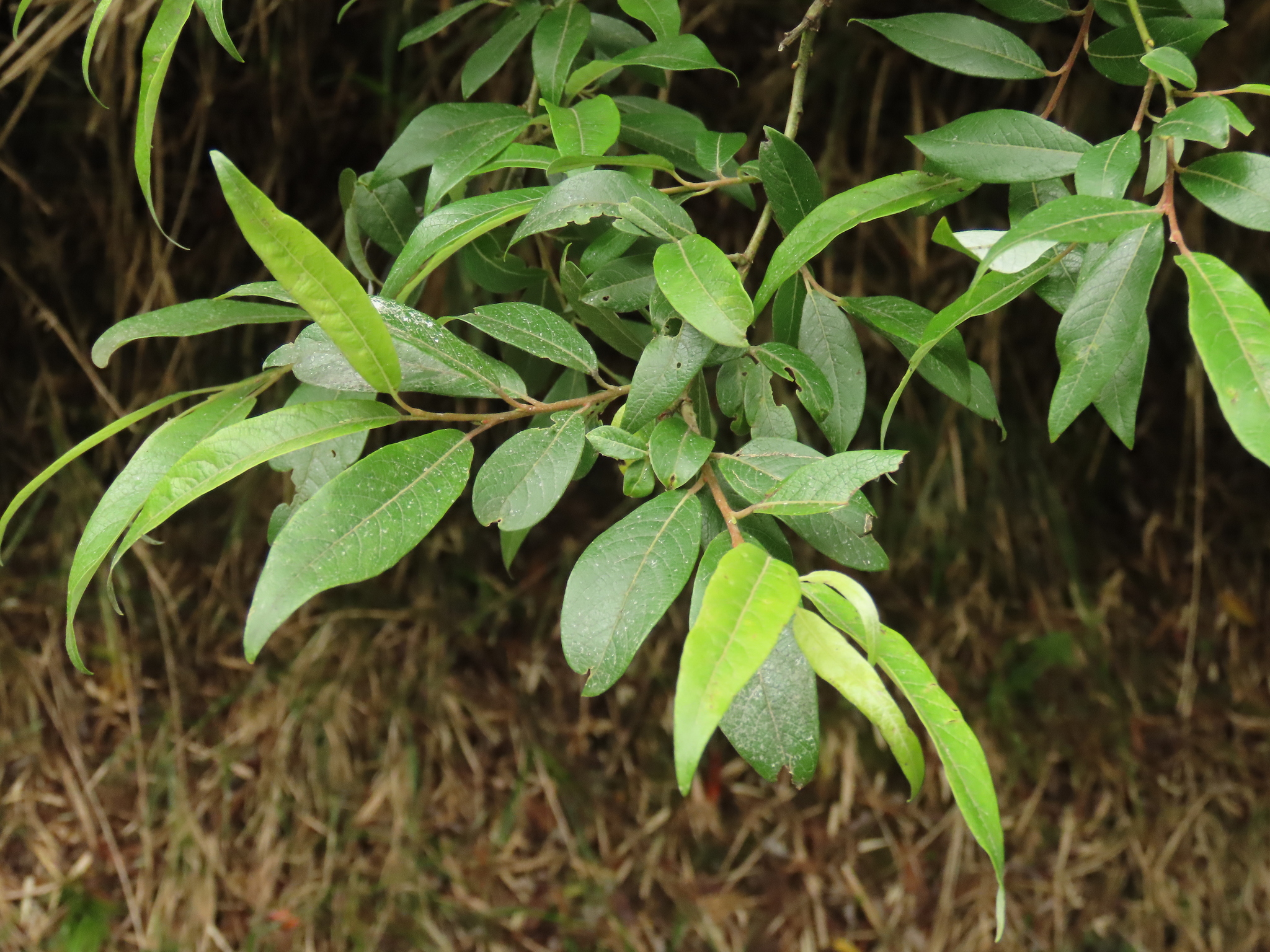
枝葉正面觀（近軸面）
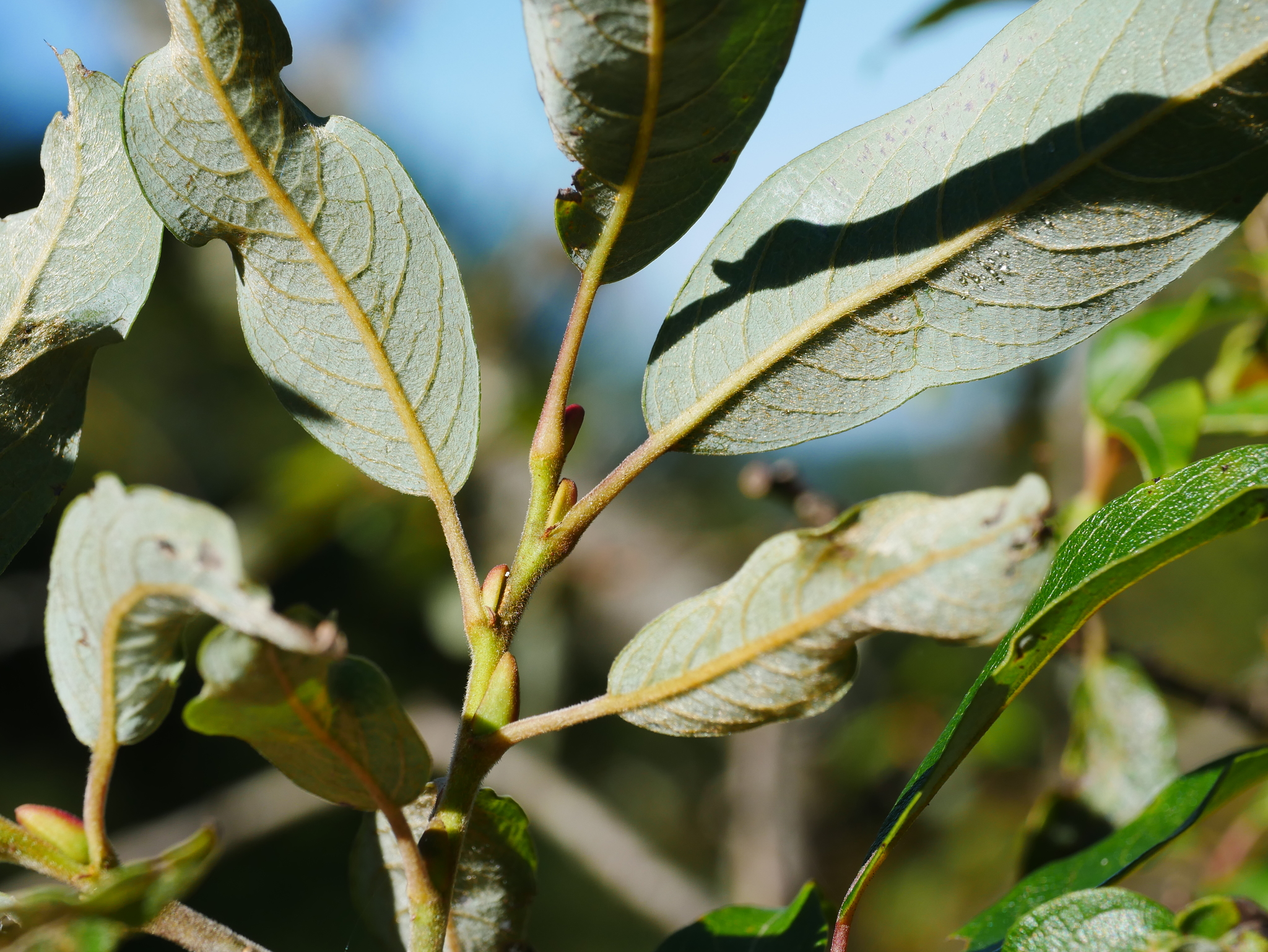
葉背（遠軸面）
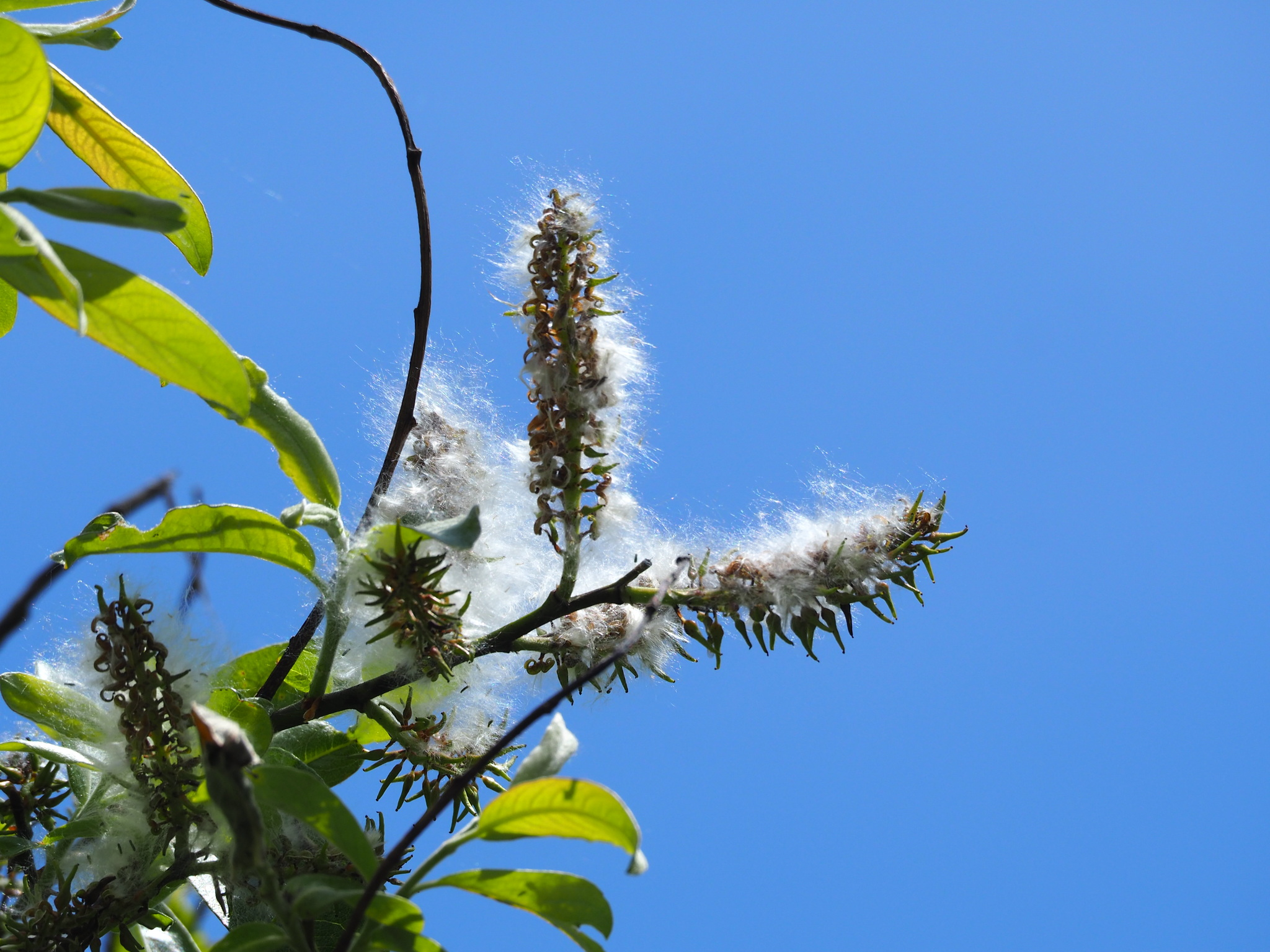
顯露柳絮的雌花序

## 生境與生態
褐毛柳是陽性植物，生長於臺灣中高海拔山區、濕度適中的空曠環境，尤其偏好面西或西南方向，土壤深厚的山坡地。其能忍受長年風吹，且耐貧瘠或酸性的土壤，在海拔1600至3200公尺的針闊葉混合林、灌叢、林緣地帶，乃至道路旁，均十分常見。褐毛柳約於每年的三月抽芽，四月展葉，九月進入灰葉期，於十一、十二月間落葉。花苞約於二月時形成，並在三、四月間盛開，蒴果則於五月至七月間成熟。由於褐毛柳是先開花後展葉，花期常可見樹上開滿花，卻沒有葉子的情況。
已知部分蛾類的幼蟲，包含尺蛾科的華麗妒尺蛾、直線內弧尺蛾（Apoheterolocha patalata），以及舟蛾科的端扇舟蛾，會以褐毛柳的葉片為食。

## 系統分類

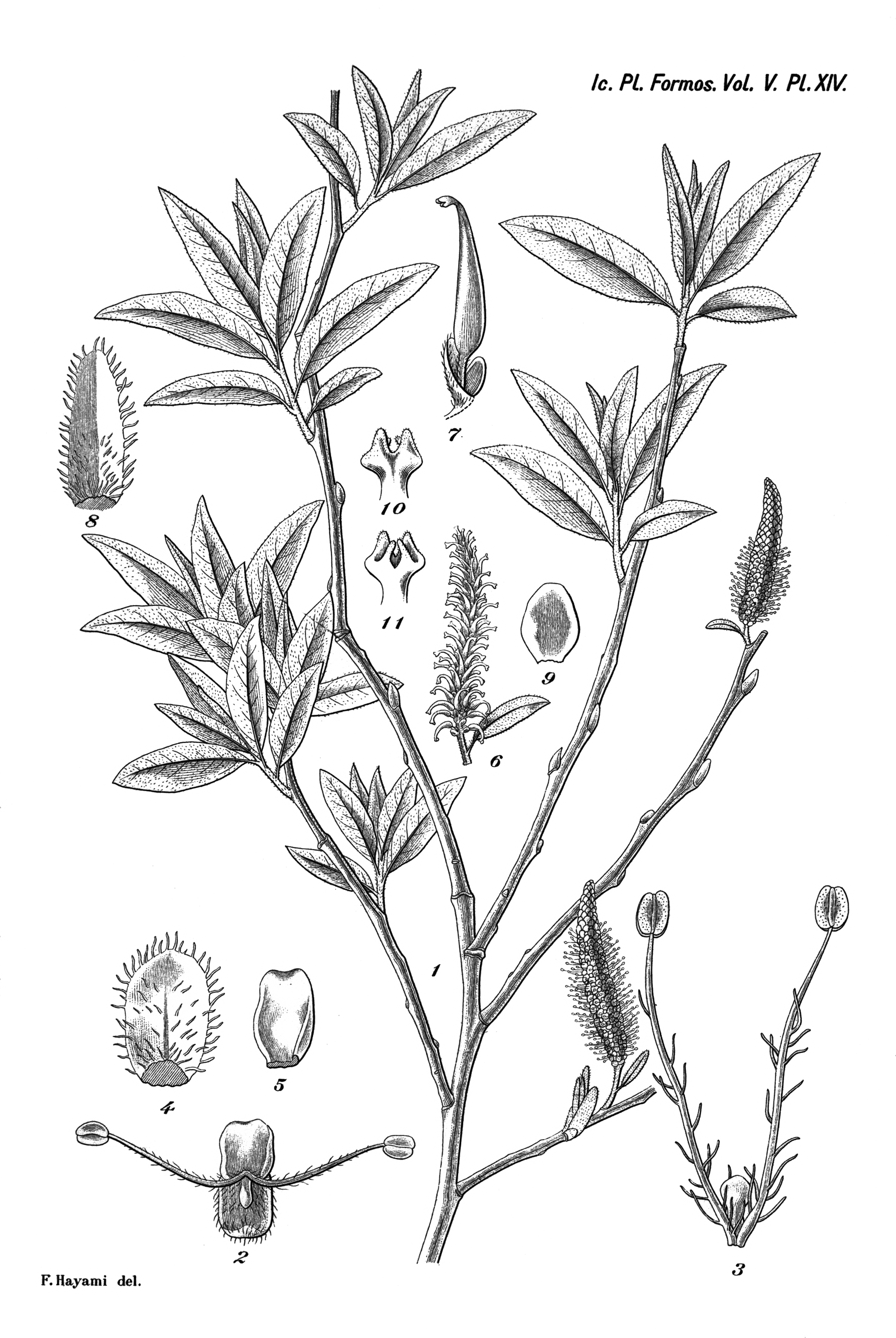
《臺灣植物圖譜》中的塔山柳圖繪，早田文藏在此書中發表褐毛柳與塔山柳（現為褐毛柳的同物異名）

根據標本紀錄，1906年10月，植物學家川上瀧彌、博物學家森丑之助等人於玉山進行第二次植物調查時，首度採集到褐毛柳的標本，但這個發現並未收錄於川上後來編纂的《臺灣植物目錄》中。直到1915年，植物學家早田文藏才描述並發表褐毛柳這個物種，種小名「fulvopubescens」與和名「茶色柳」均是指其茶褐色的柔毛。然而，早田選定的模式標本並不是川上等人的標本，而是1913年5月，植物學家佐佐木舜一在阿里山地區之萬歲山採集到的標本。當時，早田亦與同行伊藤武夫在萬歲山附近的塔山採集到柳樹標本，與褐毛柳的模式標本相當接近，但葉背不為灰白色，早田故而將之描述為另一個新物種「塔山柳」（Salix transarisanensis）。後來，植物學家木村有香認為塔山柳實為褐毛柳，因而將塔山柳列為褐毛柳的同物異名，後人亦採納他們的觀點，並沿用至今。
1988年，植物學家楊國禎在其碩士論文中指出，褐毛柳、薄葉柳與白毛柳彼此之間存在中間型個體，且會共域生長，需重新審視其分類地位。1996年，楊國禎與其碩士論文指導教授黃增泉，在刊載於《Taiwania》期刊的論文中，將薄葉柳和白毛柳列為褐毛柳的變種。兩種柳與承名變種的主要差異，在於薄葉柳的子房有毛，葉較窄且小脈不分枝，而白毛柳的葉為橢圓形，且柔荑花序密布柔毛。隨後問世的《臺灣植物誌》第二版採納了楊國禎和黃增泉的觀點，連帶使臺灣植物學界廣為沿用「三變種」的分類方式。另一方面，方振富等植物學家不同意「三變種」的觀點，在其編纂的《中國植物誌》英文修訂版中，薄葉柳成為森氏柳的同物異名，白毛柳與褐毛柳則仍是兩個不同的物種，《世界維管束植物名錄》即採用此分類方式。
植物學家黃俊霖等人於2015年發表的分子生物學研究顯示，臺灣山柳與褐毛柳（承名變種）的親緣關係相當接近，僅次於被視為褐毛柳變種的白毛柳。褐毛柳與臺灣山柳的祖先可能早在播遷至臺灣前就分化為不同物種，但後來又經歷基因混合，因此在臺灣的柳屬物種中，這兩種柳的遺傳分化程度較低。不過，由於臺灣地形複雜，造就多樣的微棲地，兩者遂逐漸適應不同的環境條件（尤其是日照強度），透過生態棲位的分化形成遺傳變異。另外，研究結果亦顯示白毛柳與褐毛柳承名變種之間的遺傳變異，可能和偏好不同年均溫及日照強度的環境有關。

## 外部連結
- 维基共享资源上的相關多媒體資源：褐毛柳